# Vitalie Calașnicov
Vitalie Calașnicov (în rusă Виталий Калашников, transliterat: Vitalii Kalașnikov; n. 26 martie 1936, Abakan, RSFS Rusă, URSS – d. 1995, Republica Moldova) a fost un regizor de film și operator de imagine sovietic și moldovean.  

## Biografie
Vitalie Calașnicov s-a născut la data de 26 martie 1936, în orașul Abakan din Hakasia. A urmat studii de operatori de imagine film la Institutul Unional de Cinematografie - VGIK din Moscova (1956-1960).
După absolvirea VGIK, a fost angajat în anul 1961 ca operator de imagine la studioul cinematografic "Moldova-film", apoi în anul 1987 s-a transferat la studioul "Telefilm-Chișinău". A colaborat cu regizorii Valeriu Gagiu, Vlad Ioviță și Emil Loteanu la filmele "Gustul pâinii", "Lăutarii" și "Dimitrie Cantemir" (la ultimul dintre ele fiind și coregizor). 
De asemenea, a colaborat la realizarea de filme documentare, fiind și regizor și operator de imagine la unele dintre ele. A fost membru al Uniunii Cineaștilor din Moldova. A primit Premiul Național în anul 1976.
Vitalie Calașnicov a încetat din viață la data de 5 martie 1995, în municipiul Chișinău. 

## Filmografie

### Regizor
- Cântec și dans (1964)
- Tvardița (1967)
- Festivalul dansului popular (1968)
- Dimitrie Cantemir (1973) - în colaborare cu Vlad Ioviță
- Furtuni de toamnă (2 episoade, 1974)
- Festivalul prieteniei (1976)
- A+B pentru fiecare (1981)
- Monolit (1981)
- Comunitate (1982)
- Pagini de creație (f/t, 1987) ș.a.

### Scenarist
- Tvardița (1967)
- Festivalul dansului popular (1968)
- A+B pentru fiecare (1981)
- Monolit (1981)

### Operator

#### Filme de ficțiune
- Insula vulturilor (1961)
- Călătorie în april (1963)
- Când se duc cocorii (1964)
- Gustul pâinii (1966)
- Lăutarii (1971)
- Dimitrie Cantemir (1973)
- Furtuni de toamnă (2 episoade, 1974) - în colaborare cu V.Odolschi
- Sunt gata de duel (1982)

#### Filme documentare
- Piatra, timpul, cântecul (1961)
- Cântec și dans (1964)
- Tvardița (1967)
- Festivalul dansului popular (1968) - în colaborare cu Ion Bolboceanu, Ivan Pozdneacov și Vadim Iacovlev
- Codrii (1975) - în colaborare cu Ion Bolboceanu și Albert Iuriev
- Cumpărați un automobil (1975)
- Usturici nr.12 (1975)
- Te-am prins! (1976)
- Usturici nr.15 (1976)
- Festivalul prieteniei (1976)
- A+B pentru fiecare (1981)
- Monolit (1981)
- Fata cu caracter (1982)
- Comunitate (1982)
- Vocație (1983)
- Curcubeul fertilității (1983);
- Timpul strugurilor (Studioul "Telefilm-Chișinău", 1986)
- Pagini de creație (f/t, 1987) ș.a.